# Trichiurus auriga
Trichiurus auriga és una espècie de peix pertanyent a la família dels triquiúrids.

## Descripció
- Pot arribar a fer 35 cm de llargària màxima (normalment, en fa 23).
- Cos molt allargat, comprimit i de color blanc perla, lleugerament fosc al dors. Les vores de les aletes dorsal i anal són fosques en els exemplars conservats en formol.
- Boca molt grossa.
- 3 espines i 106-116 radis tous a l'aleta dorsal i 80 radis tous a l'anal.
- Absència d'aletes pèlviques i caudal.[5][6]

## Alimentació
Menja gambes i peixets (com ara, mictòfids i gonostomàtids).

## Hàbitat
És un peix marí i bentopelàgic que viu entre 250 i 350 m de fondària (31°N-14°S, 32°E-139°E).

## Distribució geogràfica
Es troba a l'Índic occidental (el mar Roig i la costa occidental de l'Índia) i el Pacífic occidental (el mar de Timor).

## Observacions
És inofensiu per als humans.